# 馬祖南竿空港
馬祖南竿空港（ばそなんかんくうこう）は、中華民国の福建省連江県南竿郷に位置する空港である。

## 就航航空会社と就航都市

### 国内線
| 航空会社   | 就航地                                         |
| ---------- | ---------------------------------------------- |
| ユニー航空 | 台北松山空港（台北市）、台中国際空港（台中市） |
| 徳安航空   | 東引、莒光                                     |

## その他
- 空港内には台湾銀行馬祖支店のCD機（現金自動支払機）が設置されている